# 위투란드
위투란드(또는 위투, 비투, 위투 보호령 또한 스와힐리란드)는 동아프리카의 약 3,000 제곱킬로미터 (1,200 mi2)의 지역으로 현재 케냐에 있는 타나강 입구 북쪽의 인도양 항구인 라무에서 내륙으로 떨어진 위투 마을을 중심으로 이루어져 있었다.

## 역사
1858년 파테 술탄 왕가가 내륙으로 몇번의 이동을 한 이후, 위투의 원 주민이 술탄을 칭하고 나섰으며, 위투랜드는 잔지바르의 술탄이 노예를 포획하러 자주 침략하던 곳이기도 했다. 당시 잔지바르는 영국의 보호령 상태였다.
1885년 독일의 클레멘스 덴하데트와 구스타브 덴하테브 형제가 아마드 이븐 후모 바카리 술탄과 협정을 맺었고 위투 최초의 음팔메가 되었다. 1885년 4월 8일 협정에 의거하여 25 평방마일의 위투 땅은 이 두 형제가 소유한 타나 회사의 소유가 되었고 이는 1885년 5월 27일 독일제국의 보호령이 되었다. 독일은 클레멘스와 구스타브 형제를 지사로 보냈다. 독일은 온정적 지배를 펼쳤고, 또한 이 지역은 도망친 노예에게 천국이나 다름없는 피난처가 되었다. 1890년 헬골란드-잔지바르 조약에 의해서 영국은 위투를 자신의 보호령이라고 주장할 수 있게 되었고 독일 제국은 보호령을 포기하고 영국에 이양했다. 위투랜드는 주민들의 반대에도 불구, 영국령 동아프리카에 합쳐졌다. 몇몇 독일 상인들이 살해당하는 일들도 있었다. 그리하여 영국은 처벌하기 위한 진압군을 투입하였다.
1889년 독일령일 당시에 위투랜드는 몇몇 우표를 발행하기도 하였다.

## 위투의 멸망
1905년 위투에 대한 감독은 외무부에서 식민지부로 옮겨졌다. 이후 위투는 케냐 해안 보호령의 타나구에 속하게 되었다. 1923년 우마리 빈 하미드의 사망 이후, 위투의 실체에 대한 질문은 마침내 닫혔다.

### 통치자 목록
알려진 술탄 통치자(스와힐리어로 "mfalume")는 다음과 같다:
- 1810년경 ~ 1848년: 부와나 마타카
- 1848년 ~ 1858년: 모하메드 셰이크(마타카의 아들)[2]
- 1858년 ~ 1888년: 아마드 이븐 푸모 바카리
- 1888년 ~ 1890년: 푸모 바카리 이븐 아마드
- 1890년 ~ 1891년: 브와나 셰이크 이븐 아마드
- 1891년 ~ 1893년: 푸모 오마르 빈 아메드 (초대)
- 1893년 ~ 1895년 7월 7일: '공석'
- 1895년 7월 7일 ~ 1923년: 푸모 오마르 빈 아메드 (2대)

## 같이 보기
- 파테
- 라무
- 잔지바르
- 유수프 마하무드 이브라힘
- 겔레디 술탄국